# Curtis Jones (Bluespianist)
Curtis Jones (* 18. August 1906 in Naples, Texas, USA; † 11. September 1971 in München, Bayern, Deutschland) war ein US-amerikanischer Bluespianist und -sänger.

## Biografie
Jones wurde 1906 in Naples (Texas) als Sohn von Pachtbauern geboren. Schon in jungen Jahren spielte er Gitarre, wechselte aber nach einem Umzug nach Dallas zum Klavier. Er spielte oft Gitarre auf ein oder zwei Songs seiner Alben und bei Live-Auftritten. 1936 zog er nach Chicago, wo er zwischen 1937 und 1941 zahlreiche Aufnahmen bei Vocalion, Bluebird und OKeh machte. Zu seinen bekanntesten Stücken aus diesen Aufnahmen gehörten der Hit Lonesome Bedroom Blues und der Song Tin Pan Alley. Der Zweite Weltkrieg unterbrach seine Plattenkarriere, die er erst 1953 wieder aufnahm, als seine Single Wrong Blues / Cool Playing Blues bei Parrot erschien, mit L. C. McKinley an der Gitarre.
Jones’ erstes Album Trouble Blues (mit Robert Banks an der Orgel, Johnny „Big Moose“ Walker an der Gitarre, Leonard Gaskin am Bass und Belton Evans am Schlagzeug), das Rudy van Gelder aufnahm, erschien 1960 bei Bluesville Records, einem Sublabel von Prestige Records. Sein nächstes Album Lonesome Bedroom Blues, solo aufgenommen in Chicago, erschien 1962 bei Delmark Records, als Jones bereits nach Europa gezogen war. Dort und zeitweise in Marokko verbrachte er den Rest seines Lebens.
Im Januar 1963 trat Jones (begleitet von Bob Carter am Bass und Joe Harris am Schlagzeug) bei dem von Joachim Ernst Berendt für den Südwestfunk in Koblenz veranstalteten Konzert Americans in Europe auf (das in Ausschnitten auch von Impulse! Records auf LP dokumentiert wurde). 1964 erschien sein Album In London mit Alexis Korner an der Gitarre, 1968 dann Now Resident in Europe. Einer von Jones’ Songs, Highway 51 Blues, wurde 1962 von Bob Dylan auf seinem Debütalbum Bob Dylan interpretiert.
Curtis Jones starb 1971 im Alter von 65 Jahren in München an Herzversagen.

## Diskografie
Quellen: 
- 1961: Trouble Blues (Bluesville Records)
- 1962: Lonesome Bedroom Blues (Delmark Records)
- 1964: In London (Decca Records)
- 1968: Now Resident in Europe (Blue Horizon Records)
- 1980: Blues and Trouble (Oldie Blues)
- 1990: Curtis Jones 1937–1940 (Document Records)
- 1990: Curtis Jones 1937–1941 (Document Records)
- 1994: Curtis Jones Volume 1 September 28, 1937 – May 31, 1938 (Document Records)
- 1994: Curtis Jones Volume 2 June 23, 1938 – June 15, 1939 (Document Records)
- 1994: Curtis Jones Volume 3 June 15, 1938 – September 20, 1940 (Document Records)
- 1994: Curtis Jones Volume 4 January 29, 1941 – May 19, 1953 (Document Records)
- 1995: Curtis Jones: Lonesome Bedroom Blues 1937–1941 (EPM Musique)

Zudem sind einzelne Aufnahmen von Curtis Jones auf verschiedenen Kompilationen enthalten, darunter Americans in Europe Vol. 2 (Impulse! Records, 1963), Blues Now (Decca Records, 1965), Bluebird Blues 1933–46 (RCA Victor, 1966), Raw Blues (Decca Records, 1967) und etliche mehr.